# Cecco del Borgo
Francesco del Borgo, detto Cecco del Borgo o Cecco del Cozzo (Scarperia e San Piero, 1350 – Capua, 1411), è stato un nobile e condottiero italiano.
Fu il 1º marchese della storia di Pescara, conte di Monteodorisio, barone di Trentola Ducenta, viceré del Regno di Napoli e gran giustiziere dell'Abruzzo Ultra.

## Biografia
Nato nel 1350 a Senno (frazione del comune toscano di Scarperia e San Piero), venne avviato sin da giovane alla carriera militare. Nel 1373 fu a Firenze, dove si macchiò dell'omicidio di un abitante del posto. Nel 1383 insieme a vari baroni fu mandato da Margherita d'Angiò-Durazzo, regina consorte reggente del Regno di Napoli, a Palermo per prelevare Costanza Chiaramonte e scortarla fino Napoli in occasione delle nozze col figlio Ladislao. Nel 1386 a Capua venne incoronato re del Regno di Napoli Ladislao d'Angiò-Durazzo e subito dopo, nel 1390, a Gaeta Cecco del Borgo ne fu nominato viceré. Da questi ottenne l'incarico di contrastare i baroni aderenti a Luigi II d'Angiò-Valois insieme ai condottieri Alberico da Barbiano ed Ottone IV di Brunswick-Grubenhagen, riportando esiti alterni in battaglia. Nel 1393 Cecco decise di deporre la carica di viceré per divenire gran giustiziere dell'Abruzzo Ultra, carica che mantenne fino al 6 luglio 1402. Nel 1403 venne investito del titolo di marchese di Pescara dal re Ladislao. Rimasto sempre fedele al sovrano napoletano, partecipò alle battaglie contro Luigi II, fino al 1411, data in cui morì in combattimento a Capua. Il suo stemma era costituito da uno scudo troncato d'argento e di rosso al leone rampante dell'uno nell'altro.

## Discendenza
Cecco del Borgo si sposò con Antonella di Miro, da cui ebbe un'unica figlia, Giovannella del Borgo, andata in sposa a Francesco d'Aquino, gran camerlengo del Regno di Napoli. Giovannella gli succedette nella titolarità della contea di Monteodorisio, ma non in quella del marchesato di Pescara, che sarebbe poi stato concesso dal re Alfonso V d'Aragona al di lei figlio Bernardo Gaspare d'Aquino.

## Opere
Nel corso della sua vita Cecco del Borgo fece costruire una torre in una delle piazze principali della città dell'Aquila e una cittadella a protezione dell'abitato.